# Blauwe baby

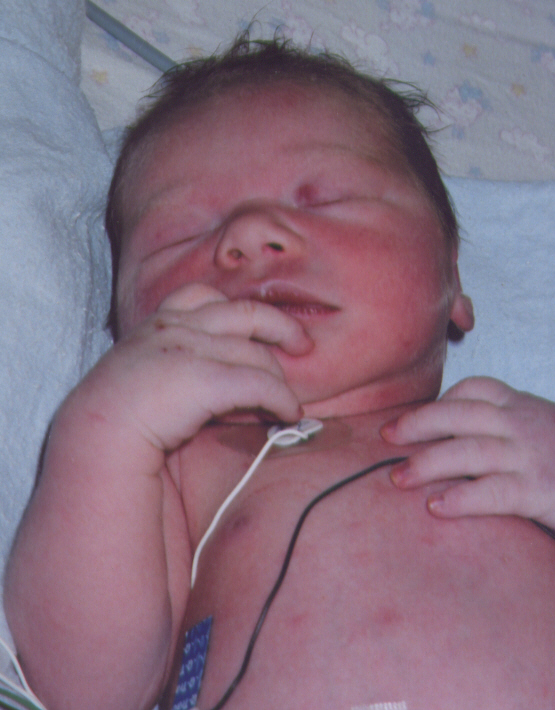
Blauwe baby

Een blauwe baby (ook wel bekend als het blauwebabysyndroom) is in de volksmond een term gebruikt voor pasgeboren baby’s met cyanotische verschijnselen zoals hartkwalen, methemoglobinemie en het respiratory distress syndrome. De blauwe huid wijst erop dat het kind niet genoeg zuurstof krijgt. De kleur is vooral te zien in het gezicht en de ledematen.
Op 29 november 1944 was het Johns Hopkins Hospital het eerste ziekenhuis waarin een geslaagde operatie werd uitgevoerd om het syndroom tegen te gaan. Het syndroom werd in 1943 voorgelegd aan de arts Alfred Blalock en zijn assistent Vivien Thomas door cardioloog Helen Taussig. De twee ontwikkelden toen een procedure die bekend kwam te staan als de Blalock-Taussig shunt.